# Caridade
A Caridade é a doação voluntária de ajuda aos necessitados, como um ato humanitário.

## Prática

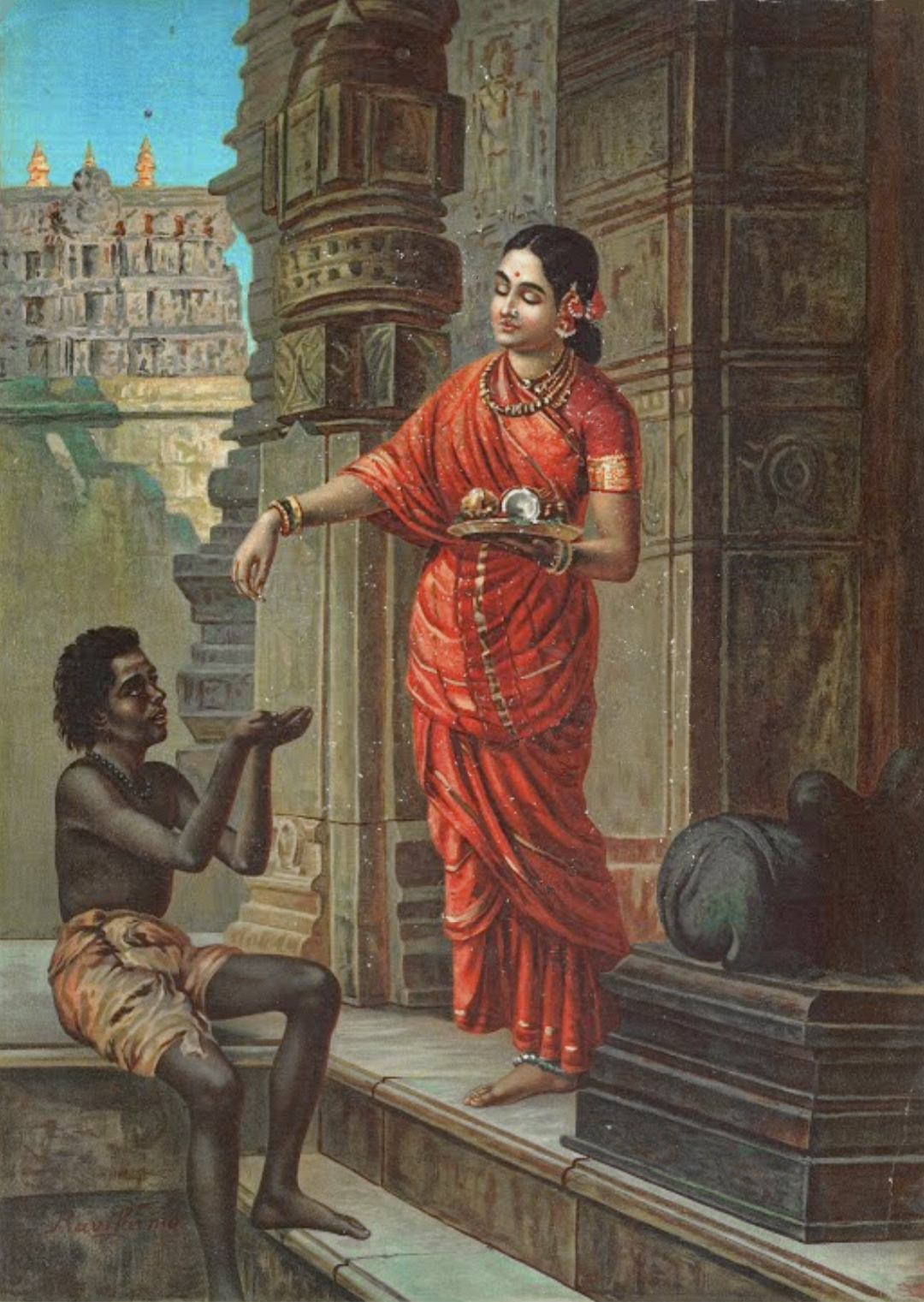
Uma mulher hindu dando esmolas, pintando por Raja Ravi Varma

A doação de caridade é o ato de doar dinheiro, bens ou tempo para os desafortunados, seja diretamente ou por meio de uma organização ou outra causa digna.
Alguns grupos consideram a caridade como sendo distribuída para outros membros dentro de seu grupo particular. Embora dar aos que estão quase ligados a si mesmo seja às vezes chamado de caridade - como no ditado "A caridade começa em casa" - normalmente a caridade denota aqueles que não estão relacionados, com piedade filial e termos semelhantes para sustentar a família e os amigos. De fato, tratar aqueles relacionados ao doador como se fossem estranhos necessitados de caridade levou à figura do discurso "tão frio quanto a caridade" - proporcionando aos parentes de alguém como se fossem estranhos, sem afeição.
De acordo com a lei federal nº 5.063, de 4 de julho de 1966, fica instituído o Dia da Caridade, que será comemorado anualmente a 19 de julho, com a finalidade de difundir e incentivar a prática da solidariedade e do bom entendimento entre os homens.

### Crítica
Críticos das doações por caridade argumentam que simplesmente transferir presentes ou dinheiro para pessoas carentes tem efeitos negativos a longo prazo. A organização de microcrédito online Zidisha publicou uma publicações em seu blog que afirmava que dar esmolas pode realmente causar danos incentivando a falta de progresso da pobreza e criando uma mentalidade de dependência entre os destinatários. De acordo com Zidisha, os empréstimos de microfinanciamento são uma alternativa melhor do que as doações, porque incentivam o investimento bem-sucedido dos fundos e criam uma mentalidade de capacitação por parte dos beneficiários.
Uma crítica filosófica da caridade pode ser encontrada na obra A Alma do Homem sob o Socialismo, de Oscar Wilde, onde ele diz ser “um modo ridiculamente inadequado de restituição parcial ... geralmente acompanhado por alguma tentativa impertinente por parte do sentimentalista de tiranizar as vidas privadas [dos pobres]", bem como um remédio que prolonga a ‘doença’ de pobreza, em vez de curá-la”.
Os pensamentos de Wilde são citados com aprovação de Slavoj Žižek, o pensador esloveno acrescenta sua descrição do efeito da caridade sobre quem a recebe:

Quando, confrontados com a criança morrendo de fome, nos dizem: "Pelo preço de um par de cappuccinos, você pode salvar a vida dela!", A verdadeira mensagem é: "Pelo preço de um par de cappuccinos, você pode continuar na sua vida ignorante e prazerosa, não só não sentindo culpa, mas sentindo-se bem por ter participado da luta contra o sofrimento!"
— Slavoj Žižek (2010). Living in the End Times. [S.l.]: Verso. p. 117
Friedrich Engels, em seu tratado de 1845  com base na condição da classe trabalhadora na Inglaterra, aponta que as doações, seja por governos ou indivíduos, são frequentemente vistas pelos doadores como um meio de esconder o sofrimento que é desagradável de ver. Engels cita de uma carta ao editor de um jornal inglês que reclama que
“(...) as ruas estão assombradas por enxames de mendigos, que tentam despertar a compaixão dos transeuntes da maneira mais desavergonhada e irritante, expondo suas roupas esfarrapadas, aspecto doentio, feridas e deformidades repugnantes. Eu deveria pensar que quando alguém não apenas paga a taxa da pobreza, mas também contribui em grande parte para as instituições de caridade, uma delas faz o suficiente para ter o direito de ser poupada de tais importunações desagradáveis e impertinentes.”
A burguesia inglesa, conclui Engels,
“(...) é caridoso por interesse próprio; não dá nada de imediato, mas considera suas doações como um negócio, faz um acordo com os pobres, dizendo: "Se eu gasto tanto em instituições benevolentes, compro o direito de não ser mais incomodado, e você é obrigado a ficar em seus buracos escuros e não irritar meus tenros nervos, expondo sua miséria. Você deve se desesperar como antes, mas você deve se desesperar sem ser visto, isso eu exijo, isso eu compro com minha assinatura de vinte libras para a enfermaria! É infame, essa caridade de um burguês cristão!”
O Institute of Economic Affairs publicou um relatório em 2012 chamado "Sock Puppets: Como o governo faz lobby e por quê", que criticava o fenômeno de governos que financiavam instituições de caridade que então pressionam o governo por mudanças que o governo queria o tempo todo.
Em resposta, defensores da caridade defendem que as alternativas governamentais de assistência são baseadas em coerção e financiados por impostos, por isso careceriam de amor genuíno. Eles apontam possíveis efeitos adversos dessas alternativas, como a perda da responsabilidade individual, criação de uma classe dependente do Estado e a promoção da demagogia política. Também argumentam que a caridade privada é mais eficiente que a assistência estatal em ajudar os necessitados.

## Tradições religiosas

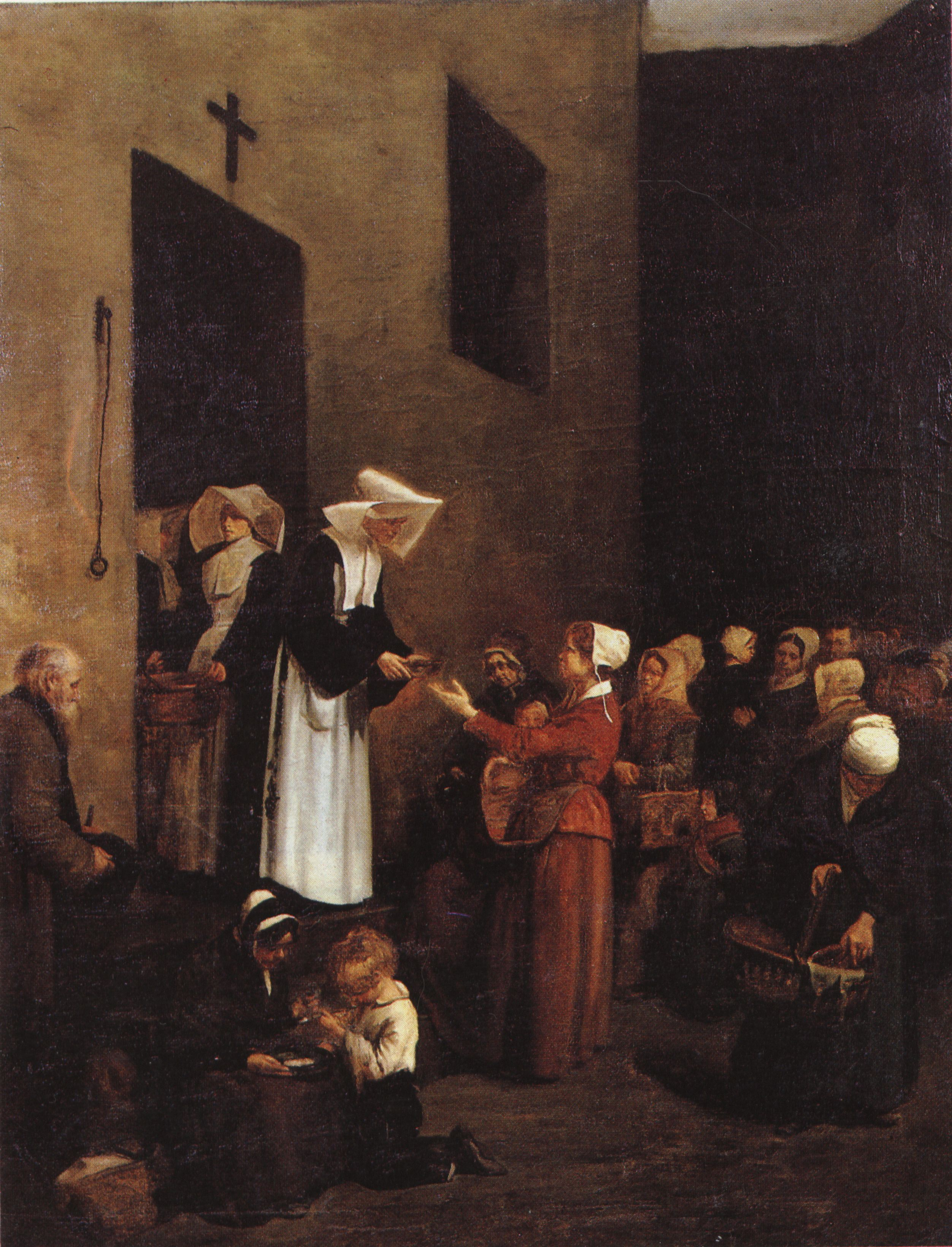
Caridade, de François Bonvin (1851).

### Catolicismo
A doutrina católica classifica a caridade como uma das virtudes teologais e uma das sete virtudes. Tem o mesmo significado que o Ágape. É um sentimento que pode ter dois sentidos, o sentimento para si mesmo, e ao próximo.
O Cristianismo afirma que a caridade é o "amar ao próximo como a si mesmo". E afirma que se uma pessoa não se amar adulterando e mentindo a si mesma sobre as coisas que a rodeia, defendendo somente o seu ponto de vista sem pensar no ponto de vista divino, pode estar "amando" o seu próximo, mas da sua maneira, pois quanto mais buscar o esclarecimento divino sobre como amar a si mesma, maior poderá ser o amor desta pessoa pelo seu próximo.
E afirma que nos dias atuais muitos estão buscando a Cristo, mas da sua "maneira", não procurando arrepender de suas ações, pois em si mesmos não acham culpa alguma, pois defendem os seus próprios pontos de vista. Esquecem-se que o salário de pecado é a morte, e quem não se ama (caridade) peca, pois quem exerce a caridade, não peca, pois acaba amando à Deus mais do que a si mesma, ouvindo assim a sua voz e colocando em prática a Verdade que recebe. Dizendo, que quem ama a Cristo, confirma também o Senhorio de Cristo sobre a si mesma, abandonando tudo por Ele, pois um Servo abandona tudo pelo seu Senhor, vivendo somente para ele.
Aliás, Jesus Cristo ordenou: "Amar a Deus sobre todas as coisas", isto para os cristãos constitui a parte fundamental da caridade.
Quem tem o amor, prova, não somente com palavras mas sim com ações. Abrindo mão dos costumes dos gentios por amar a Deus sobre todas as coisas, seguindo a sua voz e os seus mandamentos.
O Catecismo da Igreja Católica enfatiza que o amor de Cristo é um modelo supremo para os fiéis. Ao destacar que Cristo sacrificou Sua vida por nós, mesmo quando éramos considerados "inimigos", a doutrina católica busca ressaltar a extraordinária natureza desse amor. Ele exorta os seguidores a emular esse exemplo (par. 1825), amando até mesmo aqueles que consideramos adversários. Além disso, o Catecismo destaca a importância de seguir o mandamento de amar o próximo como a si mesmo, aproximando-se daqueles que estão distantes, amando as crianças e os pobres com a mesma dedicação que Cristo demonstrou. Assim, ele sublinha a centralidade do amor de Cristo como um guia inspirador para a prática da caridade e compaixão na vida cotidiana.
Resumindo e usando as palavras do Compêndio do Catecismo da Igreja Católica, "a caridade é a virtude teologal pela qual amamos a Deus sobre todas as coisas e ao próximo como a nós mesmos por amor de Deus. Jesus faz dela o mandamento novo, a plenitude da lei. A caridade é «o vínculo da perfeição» (Colossenses 3:14) e o fundamento das outras virtudes, que ela anima, inspira e ordena: sem ela «não sou nada» e «nada me aproveita» (I Coríntios 13:1–3)".
São Paulo disse que, de todas as virtudes, "o maior destas é o amor" (ou caridade). O Amor é também visto como uma "dádiva de si mesmo" e "o oposto de usar".

### Espiritismo
A Doutrina Espírita, de acordo com o Espiritismo, entende a caridade como um dever moral de todo homem e que não se resume apenas ao auxílio material. No Livro dos Espíritos, questão 886, Allan Kardec pergunta aos espíritos superiores:
"886. Qual o verdadeiro sentido da palavra caridade, como a entendia Jesus?
Benevolência para com todos, indulgência para com as imperfeições dos outros, perdão das ofensas."
A caridade, portanto, reflete o princípio cristão fundamental de amor mútuo entre todos, independentemente da situação em que se encontrem, tendo aplicação no âmbito moral e material.
No livro O Evangelho Segundo o Espiritismo, que faz um estudo dos ensinos de Jesus, a comunicação do espírito identificado como Paulo, o apóstolo, dá um bom panorama de como a caridade deve ser encarada:
"Meus filhos, na máxima: Fora da caridade não há salvação, estão encerrados os destinos dos homens, na Terra e no céu; na Terra, porque à sombra desse estandarte eles viverão em paz; no céu, porque os que a houverem praticado acharão graças diante do Senhor. Essa divisa é o facho celeste, a luminosa coluna que guia o homem no deserto da vida, encaminhando-o para a Terra da Promissão. Ela brilha no céu, como auréola santa, na fronte dos eleitos, e, na Terra, se acha gravada no coração daqueles a quem Jesus dirá: Passai à direita, benditos de meu Pai. Reconhecê-los-eis pelo perfume de caridade que espalham em torno de si. Nada exprime com mais exatidão o pensamento de Jesus, nada resume tão bem os deveres do homem, como essa máxima de ordem divina. Não poderia o Espiritismo provar melhor a sua origem, do que apresentando-a como regra, por isso que é um reflexo do mais puro Cristianismo. Levando-a por guia, nunca o homem se transviará. Dedicai-vos, assim, meus amigos, a perscrutar-lhe o sentido profundo e as consequências, a descobrir-lhe, por vós mesmos, todas as aplicações. Submetei todas as vossas ações ao governo da caridade e a consciência vos responderá. Não só ela evitará que pratiqueis o mal, como também fará que pratiqueis o bem, porquanto uma virtude negativa não basta: é necessária uma virtude ativa. Para fazer-se o bem, mister sempre se torna a ação da vontade; para se não praticar o mal, basta as mais das vezes a inércia e a despreocupação.
Meus amigos, agradecei a Deus o haver permitido que pudésseis gozar a luz do Espiritismo. Não é que somente os que a possuem hajam de ser salvos; é que, ajudando-vos a compreender os ensinos do Cristo, ela vos faz melhores cristãos. Esforçai-vos, pois, para que os vossos irmãos, observando-vos, sejam induzidos a reconhecer que verdadeiro espírita e verdadeiro cristão são uma só e a mesma coisa, dado que todos quantos praticam a caridade são discípulos de Jesus, sem embargo da seita a que pertençam. – Paulo, o apóstolo. (Paris, 1860.)"
O Espiritismo tenta, pela demonstração ao homem de sua condição de espírito imortal, impulsioná-lo à doação de si próprio ao bem daqueles que dele podem obter auxílio. Quando o homem enxerga a vida como algo que se definha, efêmera, ao passar do tempo, o seu instinto natural de conservação lhe impulsiona ao egoísmo. De modo contrário, para o que vislumbra a imortalidade, o tempo deixa de ser algo a temer e o foco da vida passa a ser o presente. A caridade, neste caso, é como um mero trabalho que um trabalhador executa, sabendo que é necessário ao fim pretendido pelo seu senhor, que lhe dará o seu salário. Para este, considera Allan Kardec:
"A importância da vida presente, tão triste, tão curta, tão efêmera, se apaga, para ele, ante o esplendor do futuro infinito que se lhe desdobra às vistas. A consequência natural e lógica dessa certeza é sacrificar o homem um presente fugidio a um porvir duradouro, ao passo que antes ele tudo sacrificava ao presente."
O diferencial proposto pelo Espiritismo é conceber a caridade como um dever natural decorrente da própria natureza e da ordem das coisas ao invés de mais um ensino moral. Entendendo o espírito que já passou e passará pelas mais diversas situações em diferentes encarnações no caminho da evolução, qualquer prejuízo que gere a outrem será um prejuízo causado contra si; de forma contrária, qualquer auxílio prestado a outrem será também um auxílio prestado a si. Todos estes exemplos mostram que a caridade forma um ciclo virtuoso de progresso geral e traz para o campo científico-filosófico o que era apenas matéria religiosa.

### Protestantismo
Para o Protestantismo, a caridade, também traduzida corretamente como amor, tem sua origem na palavra grega "agapé". Em nosso idioma a palavra amor assume diversas interpretações possíveis como amor sensual. No original grego, assume um significado especifico, que tem mais sentido como um comportamento uma escolha do que propriamente com sentimentos, tendo como possíveis significados: afeição ou benevolência, amor caridoso e querido. Aparece em inúmeros textos bíblicos e assume alguns significados de acordo com o contexto, podendo significar:
- o amor de Deus ou de Cristo como em Rm 5:5; Ef 2:4;
- amor fraterno como em 1Co 4:21;
- metaforicamente, o efeito ou a prova do amor, benevolência, benefício concedido.[17]

Quanto a visão protestante da caridade percebe-se que esta relaciona-se com a doutrina da salvação, porém não como meio para salvação, mas como consequência natural desta.
"Sabendo que o homem não é justificado pelas obras da lei, mas pela fé em Jesus Cristo, temos também crido em Jesus Cristo, para sermos justificados pela fé de Cristo e não pelas obras da lei, porquanto pelas obras da lei nenhuma carne será justificada."
"Porque todos pecaram e destituídos estão da glória de Deus, sendo justificados gratuitamente pela graça, pela redenção que já em Cristo Jesus, ao qual Deus propôs para propiciação pela fé no seu sangue, para demonstrar a sua justiça pela remissão dos pecados dantes cometidos, sob a paciência de Deus; para demonstração de sua justiça neste tempo presente, para que ele seja justo e justificador daquele que tem fé em Jesus. Onde está, logo, a jactância? É excluída. Por qual lei? Das obras? Não! Mas pela lei da fé. Concluímos, pois que o homem é justificado pela fé, sem as obras da lei".
Em relação a isso a crença no perdão dos pecados e na salvação pela boas obras se mostram alternativas contrárias e não complementares, pois se Deus perdoa os pecados não há necessidade de se pagar a dívida, e igualmente se pagamos uma dívida pelos pecados, não há de se falar em perdão do que foi pago. A compreensão de que estas ideias são excludentes fundamenta a crença na salvação pela graça/fé através do sacrifício de Jesus Cristo na cruz.
Essa ideia também pode ser demonstrada através de um argumento lógico:
1. Ou a salvação é pelas boas obras ou pela graça (perdão).
2. Se a salvação é pelas boas obras não existe perdão.
3. Existe perdão.
4. Logo, a salvação não é pelas boas obras.
5. Logo, a salvação é pela graça (perdão).

Apesar da caridade não ser considerada o cerne da salvação (mas sim o sacrifício de Jesus Cristo), esta é colocada como uma resposta natural e esperada como demonstração da gratidão e experiência do cristão com Deus. Portanto, a evidência de que alguém foi transformado por Cristo seria uma vida mais virtuosa e caridosa.
Na concepção cristã, tanto católica, quanto protestante, a mais nobre expressão de amor é caracterizada pelo afeto mútuo entre Deus e o homem, revelando-se no altruísmo dedicado aos semelhantes. Paulo oferece uma descrição clássica da caridade no Novo Testamento (1 Cor. 13), destacando-se na teologia e ética cristãs como a expressão mais eloquente de amor, sendo uma tradução da palavra grega agapē, que também significa "amor". Esse amor é demonstrado na vida, ensinamentos e, principalmente, no sacrifício de Jesus pelo mundo.
Martinho Lutero defendeu a prática da caridade em suas 95 Teses, especificamente nas teses 43, 44 e 45, e criticou a venda de indulgências porque ela atrapalharia a doação para os necessitados.

### Budismo
De acordo com o Budismo, a caridade ou dana é a primeira das seis perfeições ou Paramitas e é similar à ideia cristã de caridade. Segundo a Monja Coen, no budismo o maior presente que se pode dar é nossa presença absoluta mas pode-se também dar coisas materiais e ensinamentos.

### Umbanda
A caridade dentro da religião umbandista é uma premissa, pois segundo a definição do espírito manifestado através da mediunidade de Zélio Fernandinho de Moraes: A Umbanda é a manifestação do espírito para a prática da caridade.
“ O grande problema é o desgaste, o desuso da palavra, o mau uso que se dá a ela, porque o ato de caridade não é aquilo que você pensa que está fazendo. Se a caridade é curar a causa, a caridade maior é transformar a vida de alguém, eu penso, essa é a maior caridade que se faz, quando você consegue transformar a pessoa, transmutá-la. Dizem que transformar é para fora e transmutar é para dentro. Transmutá-la, tirá-la daquele lugar, colocá-la em outro lugar de consciência.
Essa é a maior caridade e na Umbanda isso é muito presente, e o conceito de amar ao próximo também.
Ainda, segundo Zélio de Moraes: "Caridade é o que deveria ser de fato, um amor que vai muito além do senso comum".
Nós vemos, todos os dias,  que caridade é uma coisa que você pode fazer por obrigação, mas aí já não é mais caridade no sentido original do amor, porque o amor não pode ser uma obrigação. É amor, quando ele fala que Umbanda é caridade está implícito o amor, o que se comprova com seus atos, pois ninguém leva alguém para sua casa por obrigação. Sua filha Zilméia de Moraes dizia sempre: “Umbanda é amor e caridade”, e também comentava que essas palavras eram de Zélio e do Caboclo das Sete Encruzilhadas, o que evidencia a clareza e importância de se fazer sinônimo e associação entre amor e caridade.
Quando a Umbanda diz um, tudo é Um, como interpretação do nome Umbanda, isso mostra que existe um objetivo: fazer da Banda (nós) uma unidade com Um (Deus).
Passe, atendimento, consulta, limpeza, descarrego, ritual e tudo o mais têm um único objetivo: cuidar das pessoas. É isso o que faz o Amor. E assim deve ficar claro que, nesse raciocínio, nessa forma de pensar, a Caridade é apenas uma consequência e não o objetivo.
(…) Então, esse é o sentido maior da caridade na Umbanda. É o sentido da própria palavra Umbanda, um com Deus, naquele momento você é um com Deus, porque você é a expressão do amor. E isso também é crístico*.
*Adjetivo relativo a vida ou ao próprio Jesus Cristo. Aquele que age conforme a filosofia e ensinamentos de Jesus Cristo.
Trechos retirados do livro Caridade: Amor e Perversão

## Altruísmo eficaz
O altruísmo eficaz é uma filosofia e um movimento social que utiliza a evidência e raciocínio para determinar as formas mais eficazes de beneficiar os outros. O altruísmo eficaz incentiva os indivíduos a considerar todas as causas e ações e a agir da forma que produza o maior impacto positivo, com base nos seus valores. É a abordagem ampla, baseada em evidências e de causa neutra que distingue o altruísmo eficaz do altruísmo tradicional ou da caridade. O altruísmo eficaz faz parte de um movimento mais amplo em direção a práticas baseadas em evidências.
Embora uma proporção substancial de altruístas eficazes tenha se concentrado no setor sem fins lucrativos, a filosofia do altruísmo eficaz aplica-se de forma mais ampla à priorização de projetos científicos, empresas e iniciativas políticas que podem ser estimadas como salvando vidas, ajudando pessoas ou de outra forma tendo o maior benefício. Pessoas associadas ao movimento incluem o filósofo Peter Singer, o cofundador do Facebook Dustin Moskovitz, Cari Tuna, os investigadores de Oxford William MacAskill e Toby Ord, a jogadora profissional de póquer Liv Boeree, e a escritora Jacy Reese Anthis.